# Волинець Данило Мефодійович
Волинець Данило Мефодійович — український бізнесмен, банкір та меценат. Син українських борців за незалежність Методія та Марії Волинців. Чоловік Оксани Маркарової.

## Життєпис
Народився 1 січня 1958 року.
Закінчив Київський інститут народного господарства за спеціальністю «Планування народного господарства».
Після закінчення навчання працював в Будбанку СРСР (в подальшому «Промінвестбанк»). В 1986—1989 роках працював головним бухгалтером Будівельного управління Київміськбуду, а в подальшому в приватних інвестиційних структурах.
У 2007—2010 роках був головою правління «Ощадбанку» (з 2007 по 2018 роки був членом Наглядової ради Ощадбанку по квоті Верховної Ради України.
В 2008 році став одним із співзасновників Акордбанку, та в подальшому його кінцевим бенефіціарним власником. Голова Наглядової ради Акордбанку з березня 2019 року. Акордбанк входить до ТОП-25 фінансових установ країни за обсягом коштів фізичних та юридичних осіб і до ТОП-20 банків України за активами відповідно до даних Національного банку України.
У 2020 році брав участь у найбільшому за всю історію існування Prozorro аукціоні: Волинець запропонував купити готель Дніпро за 1 мільярд гривень. Але, переможцем стала інша фірма — ТОВ «Смартленд».
Власник ресторану «Рута» у Вашингтоні.
Президент Фундації Ukraine House DC (Вашингтон, округ Колумбія, США), член виконавчої ради Ukraine House DC.

## Родина
Дружина — Маркарова Оксана Сергіївна.
Батько — дисидент, політв'язень ГУЛАГУ Волинець Методій Іванович.